# アンナ＝モンタ・オレク
アンナ＝モンタ・オレク（Anna-Monta Olek 2002年8月21日- ）はドイツのハノーファー出身の柔道家。階級は78kg級。

## 人物
父親のデトレフ・クノレックがオリンピックに2度出場した柔道家だったこともあって、幼少の時から水泳とともに柔道に取り組んでいた。11歳の時に柔道に専念することを決めた。2019年のヨーロッパユースオリンピックフェスティバルでは個人戦70㎏級及び団体戦でともに3位となった。世界カデでは5位にとどまった。その後階級を78㎏級に上げると、2021年のヨーロッパジュニアで優勝した。続く世界ジュニアでも優勝を飾った。団体戦では3位になった。2022年にはヨーロッパオープン・ワルシャワとヨーロッパオープン・プラハで優勝した。世界ジュニアでは2回戦で今大会優勝した黒田亜紀に腕緘で敗れた。団体戦では準々決勝の日本戦で敗れるも3位になった。2023年のグランプリ・ドゥシャンベでは決勝で同僚の元世界チャンピオンであるアンナ＝マリア・ヴァーグナーに反則勝ちして、IJFワールド柔道ツアー初優勝を飾った。2024年にはグランプリ・オディベーラス、グランプリ・リンツ及びグランドスラム・アブダビで優勝した。2025年のグランドスラム・バクーでも優勝した。世界選手権では決勝でオリンピックチャンピオンであるイタリアのアリーチェ・ベッランディに敗れて2位だった。地元で開催されたワールドユニバーシティゲームズでは優勝した。
IJFジュニア世界ランキングは5060ポイント獲得で5位(25/7/20現在)。

## 主な戦績
70㎏級での戦績
- 2019年 - ヨーロッパカップ・ベルリン　カデの部　優勝
- 2019年 - ヨーロッパユースオリンピックフェスティバル　個人戦　3位　団体戦　3位
- 2019年 - 世界カデ　5位

78㎏級での戦績
- 2021年 - ヨーロッパカップ・ウーディネ　ジュニアの部　優勝
- 2021年 - ヨーロッパジュニア　優勝
- 2021年 - 世界ジュニア　個人戦　優勝　団体戦　3位
- 2022年 -　ヨーロッパオープン・ワルシャワ 優勝
- 2022年 -　ヨーロッパオープン・プラハ 優勝
- 2022年 -　世界ジュニア 団体戦　3位
- 2022年 -　グランドスラム・アブダビ　3位
- 2022年 -　オセアニアオープン・パース　優勝
- 2023年 -　ヨーロッパオープン・ワルシャワ　優勝
- 2023年 -　ヨーロッパオープン・ローマ　優勝
- 2023年 -　グランプリ・ドゥシャンベ　優勝
- 2024年 -　グランプリ・オディベーラス　優勝
- 2024年 -　グランドスラム・バクー　3位
- 2024年 -　グランプリ・リンツ　優勝
- 2024年 - グランドスラム・アスタナ　2位
- 2024年 - ヨーロッパオープン・プラハ 優勝
- 2024年 - グランドスラム・アブダビ　優勝
- 2025年 - グランドスラム・バクー　優勝
- 2025年 - グランドスラム・タシケント　3位
- 2025年 - ヨーロッパ選手権　2位
- 2025年 - 世界選手権　2位
- 2025年 - ワールドユニバーシティゲームズ　優勝

(出典、)